# Айзпуте
Айзпуте (произношение) (на латвийски: Aizpute) е град в западна Латвия, намиращ се в историческата област Курземе и в административния район Лиепая.

## История
Айзпуте за първи път е споменат като населено място през 13 век, но с немското си име Хазенпот. Градът става част от търговския съюз Ханза. Освен това е обявен за седалище на епархиалния съвет на Курландия и е седалище на рицарския орден, управляващ областта. Градът просперира като един от главните ханзенски търговски центрове по това време, но икономическата му мощ бързо запада, когато плавателната тогава река Тебра става прекалено притка в частта си около Айзпуте и корабите не могат да го стигат. Това налага важният търговският център на западното балтийско крайбрежие да се измести в намиращия се наблизо град Либау (сега Лиепая).
През 1378 Хазенпот официално получава статут на град. През 1917 името на града е променено от Хозенпот на Айзпуте.

## Известни личности
- Едуард фон Кейсерлинг (1855 – 1918) – немски писател
- Петерис Васкс (р. 1946) – композитор
- Таливалдис Декснис – музикант
- Мартинш Фреиманис (1977 – 2011) – музикант

## Побратимени градове
- Шверценбах, Швейцария